# トンマーゾ・サリーニ
トンマーゾ・サリーニ（Tommaso Salini、1575年 – 1625年9月13日）はイタリアの画家である。マオ・サリーニ(Mao Salini)の通称でも知られる。風俗画や静物画を描いた。カラヴァッジョ(1571-1610)と同時代の画家で、カルロ・サラチェーニやオラツィオ・ジェンティレスキ、ジョヴァンニ・アントニオ・ガッリといった画家とともに、カラヴァッジョの絵のスタイルに追随したカラヴァジェスティと呼ばれる画家たちの最も初期の一人であるが、
カラヴァッジョと対立した画家、著述家のジョヴァンニ・バリオーネ(1566-1643)と親しく、カラヴァッジョとその仲間との争いではバリオーネの側に立った。

## 略歴
ローマで生まれ、ローマで活動した。バリオーネとの友情は早くから始まり、1595年にバリオーネの弟と、ハンガリーでのトルコとの闘いに参加し、バリオーネの弟が戦死し、サリーニが帰還した後は、バリオーネはサリーニを弟のように可愛がった。バリオーネが1642年に出版した16世紀後半から17世紀前半の画家たちの伝記、「Le Vite de' pittori, scultori, et architetti. Dal pontificato di Gregorio XIII del 1572 in fino a’ tempi di Papa Urbano Ottavo nel 1642」にもサリーニの記述がされた。
花を描くのを得意とした静物画家のマリオ・ヌッツィ（通称:マリオ・デ・フィオーリ）はサリーニの妹の息子で、静物画をサリーニから学んだとされる。
1605年にローマのアカデミア・ディ・サン・ルカのメンバーになった。1625年にローマで没した。

## 作品

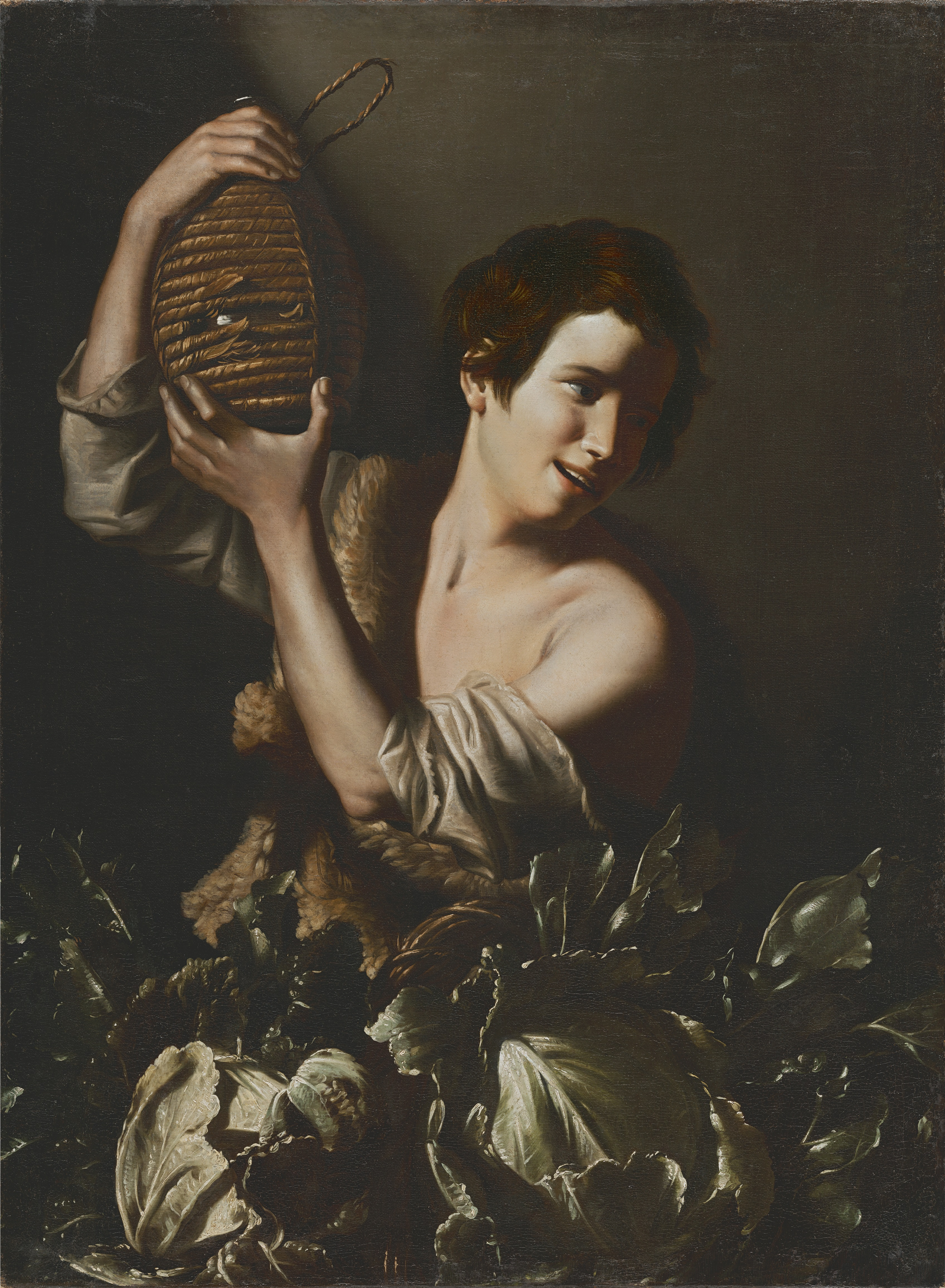
甕を持つ少年
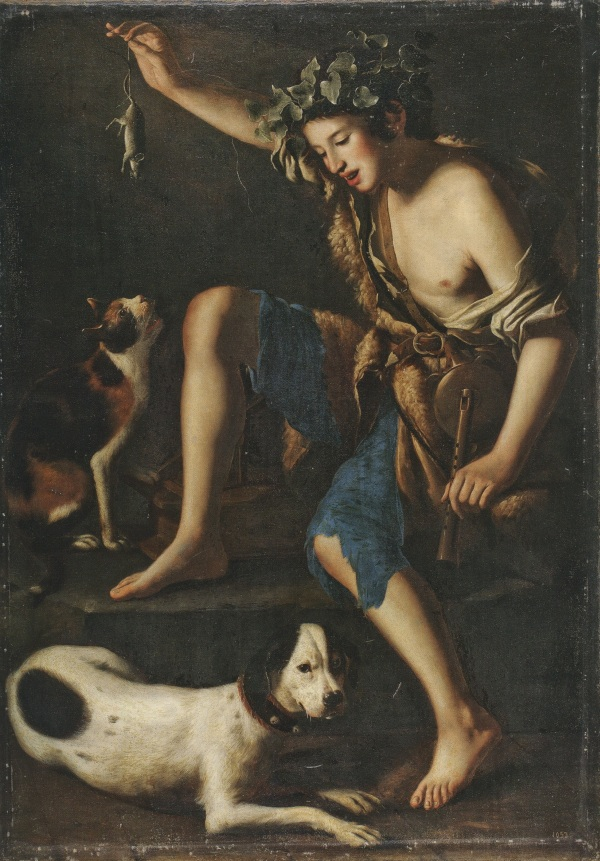
猫と鼠で遊ぶ羊飼い
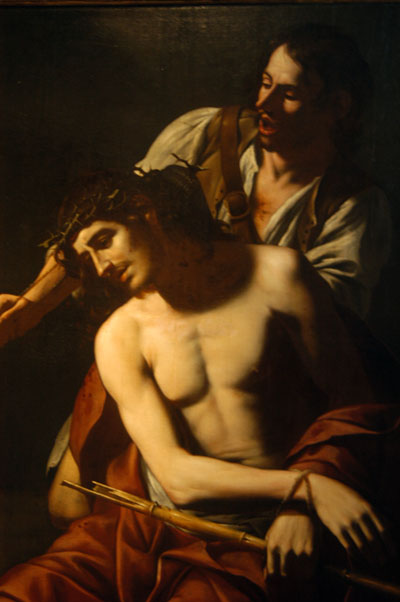
茨の冠をかぶせられるキリスト